# Temporada da NHL de 1973–74
A temporada da NHL de 1973–74 foi a 57.ª  temporada da National Hockey League (NHL). Dezesseis times jogaram 78 jogos. Um novo prêmio, o Jack Adams, para o melhor treinador , foi introduzido para esta temporada. O primeiro vencedor foi Fred Shero do Philadelphia Flyers. Com o dono Charles O. Finley incapaz de encontrar um comprador, a liga assumiu a operação do problemático California Golden Seals em fevereiro de 1974.

## Temporada Regular
O Philadelphia Flyers, que desenvolveu o apelido "Broad Street Bullies" por causa de seu estilo físico de jogo, destronou o Chicago Black Hawks como campeão da Divisão Oeste liderado pelo jogo dominante de Bobby Clarke e Bernie Parent.
Na Divisão Leste, o Boston Bruins reconquistou o topo no Leste e na liga, com uma grande atuação ofensiva que viu os jogadores dos Bruins terminarem em 1-2-3-4 na artilharia da NHL (Phil Esposito, Bobby Orr, Ken Hodge e Wayne Cashman) pelo segundo e mais recente ano na história da NHL.

### Classificação Final
Nota: PJ = Partidas Jogadas, V = Vitórias, D = Derrotas, E = Empates, Pts = Pontos, GP = Gols Pró, GC = Gols Contra,PEM=Penalizações em Minutos 

Times que se classificaram aos play-offs estão destacados em negrito
| Divisão Leste       | J  | V  | D  | E  | Pts | GP  | GC  | PEM  |
| ------------------- | -- | -- | -- | -- | --- | --- | --- | ---- |
| Boston Bruins       | 78 | 52 | 17 | 9  | 113 | 349 | 221 | 968  |
| Montreal Canadiens  | 78 | 45 | 24 | 9  | 99  | 293 | 240 | 761  |
| New York Rangers    | 78 | 40 | 24 | 14 | 94  | 300 | 251 | 782  |
| Toronto Maple Leafs | 78 | 35 | 27 | 16 | 86  | 274 | 230 | 903  |
| Buffalo Sabres      | 78 | 32 | 34 | 12 | 76  | 242 | 250 | 787  |
| Detroit Red Wings   | 78 | 29 | 39 | 10 | 68  | 255 | 319 | 917  |
| Vancouver Canucks   | 78 | 24 | 43 | 11 | 59  | 224 | 296 | 952  |
| New York Islanders  | 78 | 19 | 41 | 18 | 56  | 182 | 247 | 1075 |

| Divisão Oeste           | J  | V  | D  | E  | Pts | GP  | GC  | PEM  |
| ----------------------- | -- | -- | -- | -- | --- | --- | --- | ---- |
| Philadelphia Flyers     | 78 | 50 | 16 | 12 | 112 | 273 | 164 | 1750 |
| Chicago Black Hawks     | 78 | 41 | 14 | 23 | 105 | 272 | 164 | 877  |
| Los Angeles Kings       | 78 | 33 | 33 | 12 | 78  | 233 | 231 | 1055 |
| Atlanta Flames          | 78 | 30 | 34 | 14 | 74  | 214 | 238 | 841  |
| Pittsburgh Penguins     | 78 | 28 | 41 | 9  | 65  | 242 | 273 | 950  |
| St. Louis Blues         | 78 | 26 | 40 | 12 | 64  | 206 | 248 | 1147 |
| Minnesota North Stars   | 78 | 23 | 38 | 17 | 63  | 235 | 275 | 821  |
| California Golden Seals | 78 | 13 | 55 | 10 | 36  | 195 | 342 | 651  |

### Artilheiros
PJ = Partidas Jogadas, G = Gols, A = Assistências, Pts = Pontos, PEM = Penalizações em Minutos
| Jogador          | Time                | PJ | G  | A  | Pts | PEM |
| ---------------- | ------------------- | -- | -- | -- | --- | --- |
| Phil Esposito    | Boston Bruins       | 78 | 68 | 77 | 145 | 58  |
| Bobby Orr        | Boston Bruins       | 74 | 32 | 90 | 122 | 82  |
| Ken Hodge        | Boston Bruins       | 76 | 50 | 55 | 105 | 43  |
| Wayne Cashman    | Boston Bruins       | 78 | 30 | 59 | 89  | 111 |
| Bobby Clarke     | Philadelphia Flyers | 77 | 35 | 52 | 87  | 113 |
| Rick Martin      | Buffalo Sabres      | 78 | 52 | 34 | 86  | 38  |
| Syl Apps Jr.     | Pittsburgh Penguins | 77 | 24 | 61 | 85  | 37  |
| Darryl Sittler   | Toronto Maple Leafs | 78 | 38 | 46 | 84  | 55  |
| Lowell MacDonald | Pittsburgh Penguins | 78 | 43 | 39 | 82  | 14  |
| Brad Park        | New York Rangers    | 78 | 25 | 57 | 82  | 148 |

### Goleiros Líderes
PJ = Partidas Jogadas, MJ=Minutos Jogados, GC = Gols Contra, TG = Tiros ao Gol, MGC = Média de gols contra, V = Vitórias, D = Derrotas, E = Empates, SO = Shutouts
| Player          | Team                | PJ | MJ   | GC  | MGC  | V  | D  | E  | SO |
| --------------- | ------------------- | -- | ---- | --- | ---- | -- | -- | -- | -- |
| Bernie Parent   | Philadelphia Flyers | 73 | 4314 | 136 | 1.89 | 47 | 13 | 12 | 12 |
| Tony Esposito   | Chicago Black Hawks | 70 | 4143 | 141 | 2.04 | 34 | 14 | 21 | 10 |
| Ross Brooks     | Boston Bruins       | 21 | 1170 | 46  | 2.36 | 16 | 3  | 0  | 3  |
| Doug Favell     | Toronto Maple Leafs | 32 | 1752 | 79  | 2.71 | 14 | 7  | 9  | 0  |
| Wayne Thomas    | Montreal Canadiens  | 42 | 2410 | 111 | 2.76 | 23 | 12 | 5  | 1  |
| Dan Bouchard    | Atlanta Flames      | 46 | 2660 | 123 | 2.77 | 19 | 18 | 8  | 5  |
| Rogatien Vachon | L.A. Kings          | 65 | 3751 | 175 | 2.80 | 28 | 26 | 10 | 5  |
| Michel Larocque | Montreal Canadiens  | 27 | 1431 | 69  | 2.89 | 15 | 8  | 2  | 0  |
| Dunc Wilson     | Toronto Maple Leafs | 24 | 1412 | 68  | 2.89 | 9  | 11 | 3  | 1  |
| Gilles Gilbert  | Boston Bruins       | 54 | 3210 | 158 | 2.95 | 34 | 12 | 8  | 6  |

## Playoffs

### Tabela dos Playoffs
|  | Quartas-de-final | Quartas-de-final    | Quartas-de-final |                     |    | Semifinais          | Semifinais | Semifinais |  |  | Final da Stanley Cup | Final da Stanley Cup | Final da Stanley Cup |  |
|  |                  |                     |                  |                     |    |                     |            |            |  |  |                      |                      |                      |  |
|  | L1               | Boston Bruins       | 4                |                     |    |                     |            |            |  |  |                      |                      |                      |  |
|  | L1               | Boston Bruins       | 4                |                     |    |                     |            |            |  |  |                      |                      |                      |  |
|  | L4               | Toronto Maple Leafs | 0                |                     |    |                     |            |            |  |  |                      |                      |                      |  |
|  | L4               | Toronto Maple Leafs | 0                |                     | L1 | Boston Bruins       | 4          |            |  |  |                      |                      |                      |  |
|  |                  |                     |                  |                     | L1 | Boston Bruins       | 4          |            |  |  |                      |                      |                      |  |
|  |                  |                     | O2               | Chicago Black Hawks | 2  |                     |            |            |  |  |                      |                      |                      |  |
|  | O2               | Chicago Black Hawks | O2               | Chicago Black Hawks | 2  | 4                   |            |            |  |  |                      |                      |                      |  |
|  | O2               | Chicago Black Hawks |                  |                     |    |                     |            |            |  |  |                      |                      |                      |  |
|  | O3               | Los Angeles Kings   | 1                |                     |    |                     |            |            |  |  |                      |                      |                      |  |
|  | O3               | Los Angeles Kings   | 1                |                     | L1 | Boston Bruins       | 2          |            |  |  |                      |                      |                      |  |
|  |                  |                     |                  |                     |    |                     |            |            |  |  |                      |                      |                      |  |
|  |                  |                     | O1               | Philadelphia Flyers | 4  |                     |            |            |  |  |                      |                      |                      |  |
|  | O1               | Philadelphia Flyers | O1               | Philadelphia Flyers | 4  | 4                   |            |            |  |  |                      |                      |                      |  |
|  | O1               | Philadelphia Flyers |                  |                     |    |                     |            |            |  |  |                      |                      |                      |  |
|  | O4               | Atlanta Flames      | 0                |                     |    |                     |            |            |  |  |                      |                      |                      |  |
|  | O4               | Atlanta Flames      | 0                |                     | O1 | Philadelphia Flyers | 4          |            |  |  |                      |                      |                      |  |
|  |                  |                     |                  |                     | O1 | Philadelphia Flyers | 4          |            |  |  |                      |                      |                      |  |
|  |                  |                     | L3               | New York Rangers    | 3  |                     |            |            |  |  |                      |                      |                      |  |
|  | L2               | Montreal Canadiens  | L3               | New York Rangers    | 3  | 2                   |            |            |  |  |                      |                      |                      |  |
|  | L2               | Montreal Canadiens  |                  |                     |    |                     |            |            |  |  |                      |                      |                      |  |
|  | L3               | New York Rangers    | 4                |                     |    |                     |            |            |  |  |                      |                      |                      |  |

### FinaIs
Philadelphia Flyers derrotou o Boston Bruins por 4 jogos a 2, vencendo a liga com uma vitória por 1-0 no Jogo 6. Com o feito, os Flyers tornaram-se o primeiro time da expansão a vencer a Copa após a era dos Seis Originais. 

## Prêmios da NHL
| Prêmios de 1973-74 da NHL       | Prêmios de 1973-74 da NHL                                                  |
| ------------------------------- | -------------------------------------------------------------------------- |
| Troféu Príncipe de Gales:       | Boston Bruins                                                              |
| Taça Clarence S. Campbell:      | Philadelphia Flyers                                                        |
| Troféu Art Ross:                | Phil Esposito, Boston Bruins                                               |
| Troféu Memorial Bill Masterton: | Henri Richard, Montreal Canadiens                                          |
| Troféu Memorial Calder:         | Denis Potvin, New York Islanders                                           |
| Troféu Conn Smythe:             | Bernie Parent, Philadelphia Flyers                                         |
| Troféu Memorial Hart:           | Phil Esposito, Boston Bruins                                               |
| Prêmio Jack Adams:              | Fred Shero, Philadelphia Flyers                                            |
| Troféu Memorial James Norris:   | Bobby Orr, Boston Bruins                                                   |
| Troféu Memorial Lady Byng:      | Johnny Bucyk, Boston Bruins                                                |
| Prêmio Lester B. Pearson:       | Bobby Clarke, Philadelphia Flyers                                          |
| Prêmio Mais/Menos da NHL:       | Bobby Orr, Boston Bruins                                                   |
| Troféu Vezina:                  | Tony Esposito, Chicago Black Hawks tied Bernie Parent, Philadelphia Flyers |
| Troféu Lester Patrick:          | Alex Delvecchio, Murray Murdoch, Weston W. Adams, Sr., Charles L. Crovat   |

### Times das Estrelas
| Primeiro Time                      | Position | Segundo Time                       |
| ---------------------------------- | -------- | ---------------------------------- |
| Bernie Parent, Philadelphia Flyers | G        | Tony Esposito, Chicago Black Hawks |
| Bobby Orr, Boston Bruins           | D        | Bill White, Chicago Black Hawks    |
| Brad Park, New York Rangers        | D        | Barry Ashbee, Philadelphia Flyers  |
| Phil Esposito, Boston Bruins       | C        | Bobby Clarke, Philadelphia Flyers  |
| Ken Hodge, Boston Bruins           | RW       | Mickey Redmond, Detroit Red Wings  |
| Rick Martin, Buffalo Sabres        | LW       | Wayne Cashman, Boston Bruins       |

## Estreias
O seguinte é uma lista de jogadores importantes que jogaram seu primeiro jogo na NHL em 1973-74 (listados com seu primeiro time, asterisco(*) marca estreia nos play-offs):
- Eric Vail, Atlanta Flames
- Tom Lysiak, Atlanta Flames
- Peter McNab, Buffalo Sabres
- Darcy Rota, Chicago Black Hawks
- Blake Dunlop, Minnesota North Stars
- Bob Gainey, Montreal Canadiens
- Michel Larocque, Montreal Canadiens
- Denis Potvin, New York Islanders
- Chico Resch, New York Islanders
- Dave Lewis, New York Islanders
- Al MacAdam, Philadelphia Flyers
- Blaine Stoughton, Pittsburgh Penguins
- John Davidson, St. Louis Blues
- Inge Hammarstrom, Toronto Maple Leafs
- Borje Salming, Toronto Maple Leafs
- Lanny McDonald, Toronto Maple Leafs
- Bob Dailey, Vancouver Canucks
- Dennis Ververgaert, Vancouver Canucks

## Últimos Jogos
O seguinte é uma lista de jogadores importantes que jogaram seu último jogo na NHL em 1973-74 (listados com seu último time):
- Tim Horton, Buffalo Sabres
- Alex Delvecchio, Detroit Red Wings
- Dean Prentice, Minnesota North Stars
- Gump Worsley, Minnesota North Stars
- Frank Mahovlich, Montreal Canadiens
- Jacques Laperriere, Montreal Canadiens
- Barry Ashbee, Philadelphia Flyers
- Orland Kurtenbach, Vancouver Canucks

NOTA: Prentice e Mahovlich continuaram suas carreiras profissionais na World Hockey Association.